# 罪と奇跡
『罪と奇跡』（Pecados y Milagros）は、リラ・ダウンズの7枚目のアルバム。それは10月16日に店で解放する必要があったが2011年10月18日に正式にリリースされたので、10月15日は、ネットワークに浸透した。

## 概要
シングルカットされた「Palomo del Comalito」、「Pecadora」、「Mezcalito」が、米ビルボード総合シングルチャートで1位を獲得。Billboard 200 全米アルバム第1位を獲得。アルバムは素晴らしい昇進を持っていなかったが、現在世界中で200以上の000枚のコピーを販売する、いくつかの国での販売でトップの地位を達成した。

## 収録曲
1. メスカル / Mezcalito
2. あなたの刑務所 / Tu Cárcel
3. サパタのまま (feat. セル・ソピナ) / Zapata se Queda (feat. Celso Piña and Toto la Momposina)
4. レッツゴー / Vámonos
5. オナガバト / Cucurrucucú Paloma
6. 冥界の女王 / La Reyna del Inframundo
7. 心臓・障害 / Fallaste Corazón
8. 日のみ / Solamente un Día
9. プチフラワー / Xochipitzahua
10. コマル・の・鳩 (ラ・研削) / Palomo del Comalito (La Molienda)
11. 神は死ぬことはない / Dios Nunca Muere
12. 罪 / Pecadora
13. クロス忘却 / Cruz de Olvido
14. 質量オアハカ / Misa Oaxaqueña